# Liste der Stolpersteine in Burgkunstadt

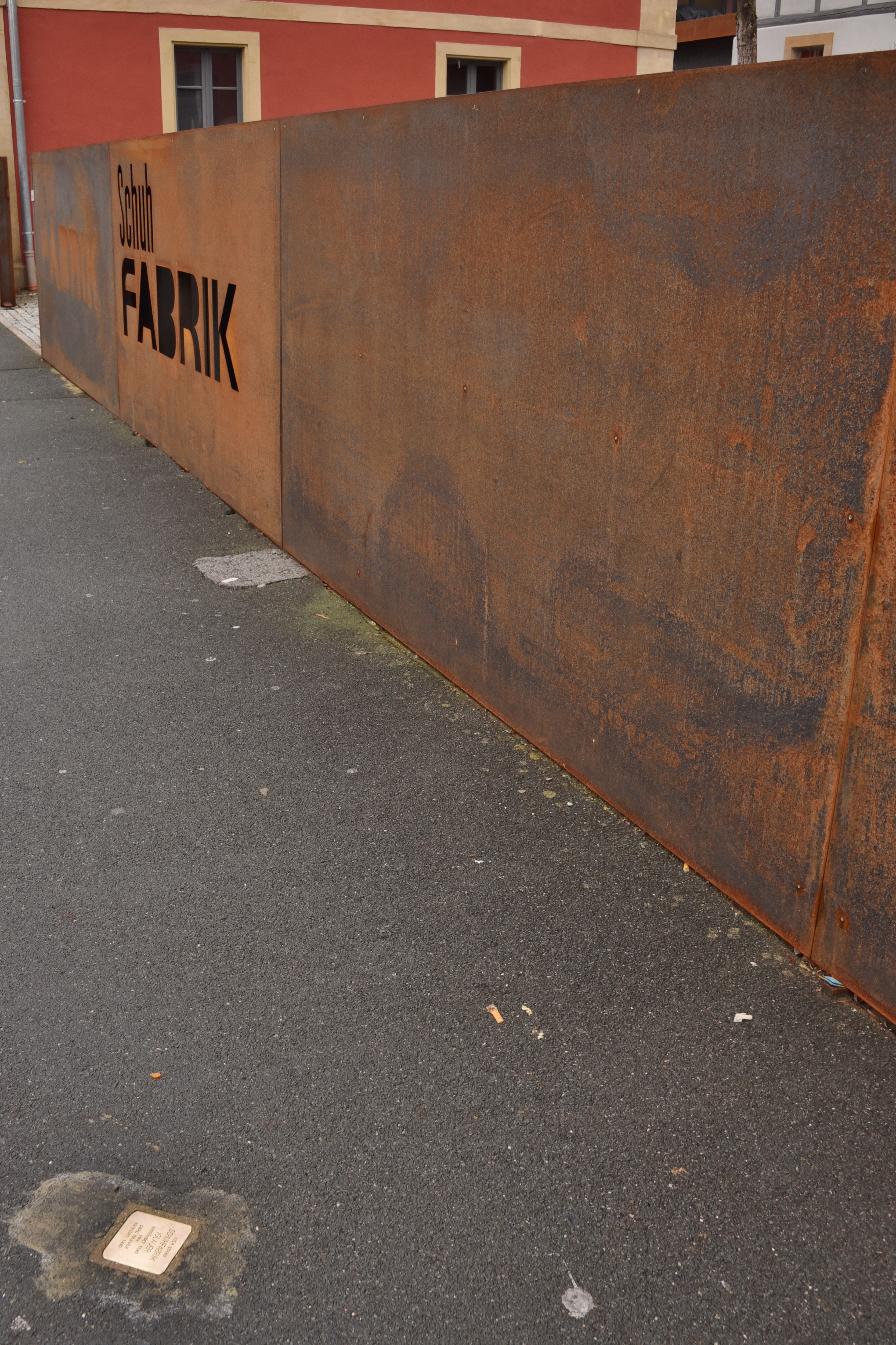
Stolperstein vor der ehem. Schuhfabrik Iglauer

Diese Liste der Stolpersteine in Burgkunstadt enthält die Stolpersteine, die im Rahmen des gleichnamigen Kunstprojekts von Gunter Demnig in der oberfränkischen Stadt Burgkunstadt verlegt wurden. Mit ihnen soll Opfern des Nationalsozialismus gedacht werden, die in Burgkunstadt lebten und wirkten.
Auf der Oberseite der Betonquader mit zehn Zentimeter Kantenlänge ist eine Messingtafel verankert, die Auskunft über Namen, Geburtsjahr und Schicksal der Personen gibt, derer gedacht werden soll. Die Steine sind in den Bürgersteig vor den ehemaligen Wohnhäusern der Opfer der nationalsozialistischen Gewaltherrschaft eingelassen.

## Liste der Stolpersteine
In Burgkunstadt wurden sieben Stolpersteine an drei Anschriften verlegt. (Stand November 2020)
| Stolperstein | Inschrift                                                                                                 | Verlegeort                     | Name, Leben |
| ------------ | --- | ------------------------------ | --- |
|              | HIER WOHNTE MARIE FRIEDMANN GEB. GERNSHEIMER JG. 1875 DEPORTIERT 1942 THERESIENSTADT ERMORDET 21. 4. 1943 | Burgweg (ungefähr Ecke Plan) · | Marie Friedmann |
|              | HIER WOHNTE LORE HERZFELD GEB. ROTHSHILD JG. 1874 DEPORTIERT 1942 SOBIBIR ERMORDET                        | Burgweg (ungefähr Ecke Plan) · | Lore Herzfeld |
|              | HIER WOHNTE BIANKA IGLAUER GEB. SILBERMANN JG. 1902 FLUCHT 1939 USA                                       | Lichtenfelser Straße 18 ·      | Bianka Iglauer |
|              | HIER STAND SCHUHFABRIK IGLAUER GEGRÜNDET 1892 VON CARL IGLAUER ARISIERT 1939                              | Lichtenfelser Straße 14 ·      | Carl Iglauer gründete die Schuhfabrik Iglauer im Jahr 1892 an diesem Standort. 1939 wurde der Betrieb arisiert. |
|              | HIER WOHNTE EVI IGLAUER JG. 1932 FLUCHT USA                                                               | Lichtenfelser Straße 18 ·      | Evi Iglauer |
|              | HIER WOHNTE LOTTE IGLAUER VERH. REINHOLD JG. 1928 FLUCHT 1939 USA                                         | Lichtenfelser Straße 18 ·      | Lotte Iglauer |
|              | HIER WOHNTE STEFAN IGLAUER JG. 1891 FLUCHT 1939 USA                                                       | Lichtenfelser Straße 18 ·      | Stefan Iglauer. Die Familie Stefan Iglauers, des Sohnes des Firmengründers Carl Iglauer, gehörte zu den wenigen Juden, denen es gelang, rechtzeitig nach Amerika auszuwandern. Zur Steinsetzung vor ihrem Elternhaus waren die Schwestern Evi Iglauer und Schwester Lotte Reinhold mit zwei weiteren Familienmitgliedern aus New York angereist. |

## Verlegedaten
Die Stolpersteine von Burgkunstadt wurden von Gunter Demnig an folgenden Tagen verlegt:
- 15. August 2009: Burgweg
- 30. November 2014: Lichtenfelser Straße 14 und 18